# Kereken
De Kereken (Russisch: Кереки; Kereki), eigennaam Ankalgakkoe (Russisch: анкалгакку; "kustmensen") of Arakykkoe (аракыкку; van het Tsjoektsjische kerekit; кэрэкит) zijn een kleine etnische groep in Aziatisch Rusland, behorende tot de paleosiberische volken. Volgens de volkstelling van 2002 telden zij slechts 8 personen, hetgeen een schatting was; waarschijnlijk woonden er nog minder in Rusland. In 2010 werden er 4 geteld. In 1959 telden ze nog ongeveer 100 personen (vergelijkbaar met de volkstelling van 1897, toen er 102 werden geregistreerd). In de 20e eeuw leefden ze gemengd met Tsjoektsjen in de dorpen Chatyrka, Beringovski en Mejnypilgyno van het district Beringovski in de autonome okroeg Tsjoekotka en ze werden in die periode geassimileerd door de Tsjoektsjen. De rendierhoudende Kereken worden genoemd in het boek Droom in de poolnevel van de Tsjoektsjische schrijver Joeri Rytcheoe (blz. 42). Dit verhaal speelt in de jaren 1910-1920.
Hun traditionele taal is het Kereks, dat conditioneel wordt gerekend tot de paleosiberische talen en daarbinnen onder de Tsjoektsjo-Kamtsjadaalse talen valt. Deze taal is verwant aan het Korjaaks en vaak is ze beschouwd als een dialect hiervan. In de 20e eeuw werd het Kereks alleen passief gesproken naast hun hoofdtalen Tsjoektsjisch en Russisch. Sindsdien is de taal uitgestorven.
Door archeologen wordt de Oud-Kerekische cultuur onderscheiden, die bestond rond 1000 tot 500 v.Chr. Door Russische etnologen werden twee groepen Kereken onderscheiden; een Noordelijke, die navarin- of majno-pylgynskye werden genoemd en zichzelf yjoelalgalakkoe ("boven")-Kereken noemden en de Zuidelijke die  chatyrse Kereken werden genoemd en zichzelf aanduidden als ioetylalgakkoe ("beneden")-Kereken.
Abazijnen ·
Abchaziërs ·
Achvachen ·
Adygeeërs ·
Aino ·
Aleoeten ·
Aljoetoren ·
Altaj (Oirot) ·
Andi ·
Armeniërs ·
Avaren ·
Azerbeidzjanen·
Balkaren ·
Baraba ·
Basjkieren ·
Bergjoden ·
Boerjaten ·
Chakassen ·
Chanten ·
Chinezen ·
Dargienen ·
Dolganen ·
Enetsen ·
Evenen ·
Evenken ·
Georgiërs ·
Grieken ·
Ingoesjen ·
Ingriërs ·
Itelmenen ·
Jakoeten ·
Joden ·
Joekagieren ·
Joepiken ·
Kabardijnen ·
Kalmukken ·
Kamtsjadalen ·
Karatsjajers ·
Kareliërs ·
Kazachen ·
Kereken ·
Ketten ·
Komi ·
Koreanen ·
Korjaken ·
Korjo-saram ·
Krim-Tataren ·
Lezgiërs ·
Mansen ·
Mari (Tsjeremissen) ·
Meschetische Turken ·
Mordwienen ·
Nanai ·
Negidalen ·
Nenetsen (Joeraken) ·
Nganasanen ·
Nivchen (Giljaken) ·
Nogai ·
Oedegen ·
Oedmoerten ·
Oekraïners ·
Oeltsjen ·
Oezbeken ·
Oroken ·
Orotsjen ·
Osseten ·
Polen ·
Pomoren ·
Rusland-Duitsers (inclusief Wolga-Duitsers) ·
Russen ·
Samen (Lappen) ·
Selkoepen ·
Sjoren ·
Sojoten ·
Tabassaranen ·
Perzen (Tadzjieken) ·
Taten ·
Teleoeten ·
Tofalaren ·
Tsachoeriërs (Caxur) ·
Tsjerkessen ·
Tsjetsjenen (Noxchi) ·
Tsjoektsjen ·
Tsjoelymen ·
Tsjoevanen ·
Tsjoevasjen ·
Turkmenen ·
Toevanen ·
Wepsen ·
Belarussen (Wit-Russen) ·
Wolga-Tataren ·
Woten